# Alanen Ounisjärvi
Alanen Ounisjärvi är en sjö i Kiruna kommun i Lappland och ingår i Torneälvens huvudavrinningsområde. Sjön har en area på 0,295 kvadratkilometer och ligger 385 meter över havet. Alanen Ounisjärvi ligger i Torneträsk-Soppero fjällurskog Natura 2000-område. Sjön avvattnas av vattendraget Ounisjoki.

## Delavrinningsområde
Alanen Ounisjärvi ingår i det delavrinningsområde (754111-174744) som SMHI kallar för Ovan Vasarajoki. Medelhöjden är 406 meter över havet och ytan är 55,22 kvadratkilometer. Det finns inga avrinningsområden uppströms utan avrinningsområdet är högsta punkten. Ounisjoki som avvattnar avrinningsområdet har biflödesordning 2, vilket innebär att vattnet flödar genom totalt 2 vattendrag innan det når havet efter 335 kilometer. Avrinningsområdet består mestadels av skog (62 procent) och sankmarker (35 procent). Avrinningsområdet har 1,18 kvadratkilometer vattenytor vilket ger det en sjöprocent på 2,1 procent.